# 帕巴库单抗
帕巴库单抗（INN：Panobacumab），或译作帕诺库单抗和帕诺巴库单抗，是一种单克隆抗体，设计用于对抗铜绿假单胞菌。它是一种带有小鼠J链的全人五聚IgM抗体。

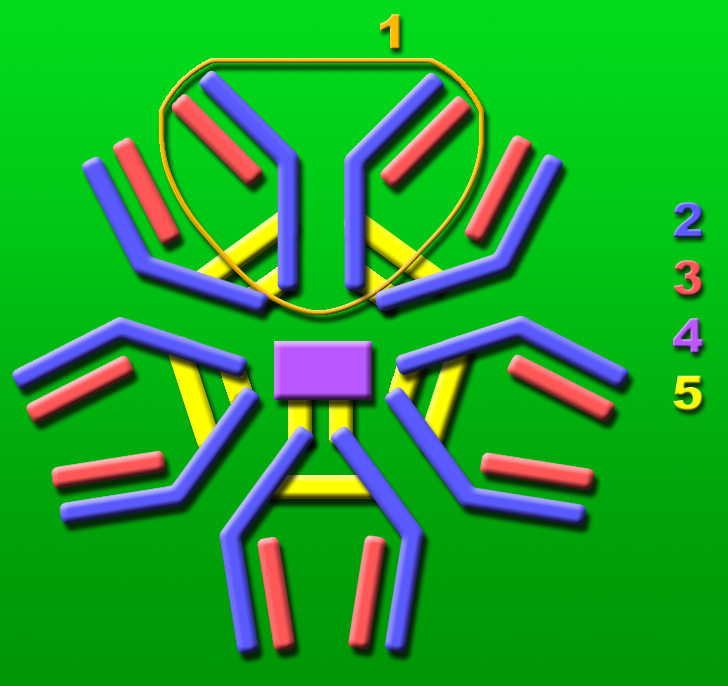
帕巴库单抗分子由五个基本单位组成。
1: 基本单位
2: 免疫球蛋白重链
3: 免疫球蛋白轻链
4: J链
5: 分子间二硫键

## 开发
帕巴库单抗由Aridis制药公司开发。截至11月15日，该药物正处于2期临床试验。创始人是伯纳生物技术公司。
其作用机制是作为脂多糖抑制剂。